# Besoins humains fondamentaux

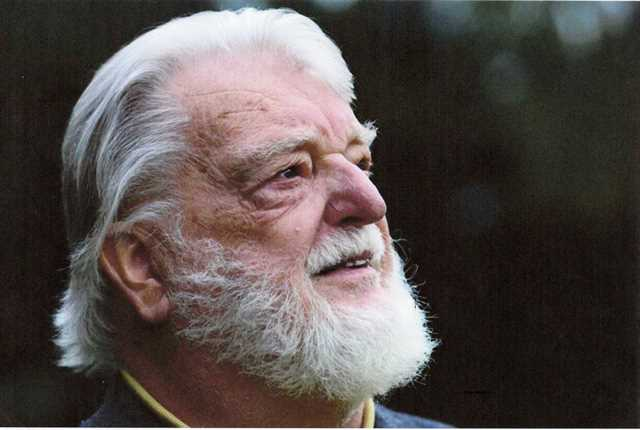
L'économiste Manfred Max-Neef.

Les besoins humains fondamentaux et le développement à l'échelle humaine sont des notions développées au début des années 1990 par l'économiste chilien Manfred Max-Neef avec la collaboration du sociologue chilien Antonio Elizalde et du philosophe américain Martin Hopenhayn, avec l'appui de la Fondation Dag Hammarskjöld.

## Présentation
Dans cette approche, les besoins humains fondamentaux sont considérés comme des éléments ontologiques (découlant de la condition de l'être humain), peu nombreux, finis (limités) et classifiables, ce qui les distingue de la notion conventionnelle en économie des « besoins » qui sont infinis (illimités) et jamais satisfaits.
Les besoins humains fondamentaux sont aussi constants dans le temps et communs à toutes les cultures humaines. Ce qui change selon les périodes historiques et les cultures, ce sont les stratégies par lesquelles les groupes humains cherchent à satisfaire ces besoins (et les désirs surajoutés). Les besoins humains peuvent être compris comme un système, c'est-à-dire qu'ils sont interdépendants et interactifs. Dans cette approche, les besoins humains ne sont pas hiérarchisés comme dans les théories avancées par des psychologues occidentaux tels que Maslow, en dehors toutefois des éléments de base nécessaires à la subsistance et à la survie qui restent prioritaires ; les processus de satisfaction des besoins ou attentes sont plutôt caractérisés par la simultanéité, la complémentarité et par des arbitrages entre les différents besoins.
Manfred Max-Neef et ses collègues ont développé une taxonomie des besoins humains et un processus permettant aux communautés d'identifier leurs « richesses » et leurs « pauvretés », en fonction de la façon dont leurs besoins humains fondamentaux sont satisfaits.
Cette école du développement à l'échelle humaine est décrite comme « ciblée et basée sur la satisfaction des besoins humains fondamentaux, sur la génération de niveaux plus élevés d'autosuffisance, et sur la construction d'articulations organiques entre l'homme, la nature et la technologie, entre les processus globaux et l'activité locale, entre le niveau individuel et social, entre la planification et l'autonomie, et entre la société civile et l’État. »,
Une des applications de cette approche se situe dans le domaine du développement durable stratégique où les besoins humains fondamentaux (pas les désirs ou les besoins créés par le marketing) sont utilisés pour affiner la définition Brundtland. En s'appuyant sur d'autres aspects du Cadre stratégique pour le développement durable, résumés en une rétropolation à partir des principes du développement durable, il permet de planifier et de concevoir la durabilité.

## Classification
Manfred Max-Neef classifie les besoins humains fondamentaux en 9 chapitres : 
- subsistance
- protection
- affection
- compréhension
- participation
- loisir
- création
- identité
- liberté

Les besoins sont aussi définis par les catégories existentielles de l'être, de l'avoir, du faire et de l'interagir, ce qui les inscrit dans une matrice à 36 cases.
| Besoins       | Être (qualités)                                       | Avoir (choses)                                                   | Faire (actions)                                                             | Interagir (environnement)                                |
| ------------- | ----------------------------------------------------- | ---------------------------------------------------------------- | --------------------------------------------------------------------------- | -------------------------------------------------------- |
| Subsistance   | santé physique et mentale                             | nourriture, logement, travail                                    | se nourrir, se vêtir, se reposer, travailler                                | environnement du lieu de vie, conditions sociales        |
| Protection    | soin, adaptabilité, autonomie                         | sécurité sociale, systèmes de santé, travail                     | coopérer, faire des projets, prendre soin d'autrui, aider                   | environnement social, logement                           |
| Affection     | respect, sens de l'humour, générosité, sensualité     | amitiés, famille, animaux de compagnie, relations avec la nature | partager, prendre soin d'autrui, exprimer des émotions                      | intimité, espaces intimes d'unité                        |
| Compréhension | esprit critique, curiosité, intuition                 | littérature, enseignants, politiques, éducation                  | analyser, étudier, méditer, investiguer,                                    | écoles, familles, universités, communautés               |
| Participation | réceptivité, dévouement, sens de l'humour             | responsabilités, devoirs, travail, droits                        | coopérer, s'opposer, exprimer des opinions                                  | associations, partis, églises, relations de voisinage    |
| Loisirs       | imagination, tranquillité, spontanéité                | jeux, fêtes, paix intérieure                                     | pouvoir rêver, se souvenir, se détendre, s'amuser                           | paysages, espaces d'intimité, lieux où on peut être seul |
| Création      | imagination, audace, inventivité, curiosité           | aptitudes, qualifications, travail, techniques                   | inventer, construire, concevoir, travailler, composer, jouer                | espaces d'expression, ateliers, publics                  |
| Identité      | sentiment d'appartenance, estime de soi, cohérence    | langue, religions, travail, coutumes, valeurs, normes            | apprendre à se connaître soi-même, grandir, s'engager                       | lieux d'appartenance, cadre quotidien                    |
| Liberté       | autonomie, passion, estime de soi, ouverture d'esprit | égalité de droits                                                | s'opposer, choisir, prendre des risques, développer une prise de conscience | n'importe où                                             |

## Types de satisfactions
Manfred Max-Neef a en outre classé les « satisfactions » (moyens de répondre aux besoins) comme suit.
1. Violateurs : ils prétendent être des moyens de satisfaction des besoins, mais ils compliquent en réalité la satisfaction de ces besoins. Par exemple. boire un soda censé étancher votre soif, mais dont les ingrédients (tels que la caféine ou les sels de sodium) vous font uriner davantage, vous laissant en définitive moins hydraté ;
2. Pseudo-satisfacteurs : ils prétendent satisfaire un besoin, mais ils ont en fait peu ou pas d'effet sur la satisfaction dudit besoin. Par exemple, des symboles de statut peuvent vous aider à vous forger une identité au départ, mais peuvent aussi vous absorber complètement et vous faire oublier votre véritable identité ;
3. Satisfacteurs inhibants : ils satisfont un besoin donné très au-delà du nécessaire, ce qui inhibe sérieusement la possibilité de satisfaire d'autres besoins. Ceux-ci sont souvent ancrés dans des coutumes, des habitudes ou des rituels profondément enracinés. Par exemple, une famille surprotectrice étouffe l'identité, la liberté, la compréhension et l'affection ;
4. Satisfacteurs singuliers : ils satisfont un besoin particulier seulement et sont neutres quant à la satisfaction des autres besoins. Ils sont généralement institutionnalisés par des programmes volontaires, privés ou gouvernementaux. Par exemple, les programmes de bénévolat en alimentation et en logement aident les personnes moins fortunées à subvenir à leurs besoins ;
5. Satisfacteurs synergiques : ils satisfont un besoin donné, tout en contribuant à la satisfaction d'autres besoins. Ceux-ci sont anti-autoritaires et représentent un renversement des valeurs prédominantes de la concurrence et de la cupidité. Par exemple, l'allaitement maternel assure la subsistance de l'enfant et contribue au développement de la protection, de l'affection et de l'identité.

## Le développement à l'échelle humaine
Le développement à l'échelle humaine est une réponse aux systèmes de développement hiérarchiques traditionnels néolibéraux ou structuralistes dans lesquels les décisions partent au sommet et descendent vers la base au lieu d'être démocratiques. Il se concentre sur le développement par le peuple et pour le peuple et repose sur trois piliers: les besoins humains fondamentaux, l'autonomie croissante et l'interdépendance équilibrée des personnes avec leur environnement. Ce système de développement offre aux gens une plate-forme pour l'organisation communautaire et la prise de décision démocratique afin de leur permettre de participer au processus de planification et de s'assurer qu'il répond à leurs besoins. Les besoins humains fondamentaux décrits par Manfred Max-Neef constituent la base de la création de ce développement alternatif et, contrairement à Maslow, qui se focalise sur une hiérarchisation des besoins psychologiques, Max-Neef inclut des besoins complémentaires qui sont tous nécessaires à l'atteinte de la satisfaction. Cette proposition pour un système de développement amélioré est utile à petite échelle et donne un aperçu de la réalisation des besoins fondamentaux à travers les institutions sociales.

## Travaux de recherche
- Manfred Max-Neef, Antonio Elizalde et Martin Hopenhayn, Human Scale Development; conception, application and further reflections (Le développement à l'échelle humaine : conception, application et réflexions complémentaires), New York & London, The Apex Press, 1991, 114 p. (ISBN 0-945257-35-X, lire en ligne).
- Des recherches récentes (2011) semblent valider l'existence de besoins humains universels[8],[9].